# Centre d'Art Maristany
El Centre d'Art Maristany és un centre cultural municipal a Sant Cugat del Vallès dedicat a la promoció de l'art contemporani i la cultura de proximitat. S'hi organitzen entre d'altres exposicions, conferències, tallers i cursos d'art i creació. Forma part de la Xarxa de Centre Culturals Polivalents (XCCP).
Es va inaugurar el dimecres 4 de març de 2015 amb l'exposició Pere Formiguera. Ars photographica i una petita mostra d'exposicions que Formiguera (1952-2013) va organitzar com a comissari. Entre les exposicions realitzades, destaquen Boicot i trabanqueta (2015), Sobre el nivel de blanc, Una proposta de Mar Arza (2016) Premi Loop Discover 2016 (2017) Literatura expandida. Jordi Lara (2017) El 85% de la matèria (2018) i Honors i distincions. Inventari del retrat polític oficial (2018).